# 高爾夫世界盃
高爾夫世界盃（ISPS Handa World Cup of Golf）是一項自1953年開始舉辦的高爾夫球賽事。每個國家可以排出兩名代表參賽，共有24國參加比賽。在2009年之前，高爾夫世界盃每年舉辦一次。2009年之後改為在每個奇數年舉辦。美國是在高爾夫世界盃戰績最為成功的國家，至2013年為止已經獲得過24次高爾夫世界盃的冠軍。

## 歷史
該賽事由加拿大實業家約翰·傑伊·霍普金斯創立，他希望通過高爾夫運動提升加拿大的國際知名度。它始於1953年的加拿大杯，並於1967年更名為世界杯，此舉得到了國際認證。在Fred Corcoran擔任賽事總監和背後的國際高爾夫協會（1955-1977）的支持下，世界杯在全球範圍內走遍並發展壯大成為整個1960年代和70年代高爾夫最負盛名的錦標賽之一，但對該賽事的興趣逐漸消退，以至於該賽事在1981年或1986年沒有舉辦。
該賽事於2000年至2006年被納入世界高爾夫錦標賽系列賽，2007年不再是世界高爾夫錦標賽賽事，但繼續得到國際美巡賽聯合會的認可。
從2007年到2009年，這項賽事在中國深圳的觀瀾湖高爾夫球會舉行，並被命名為觀瀾湖世界杯。2010年沒有比賽，據宣布該賽事將從一年一度改為兩年一次，在奇數年舉行，以適應2016年奧運會將高爾夫納入奧運會。2011年錦標賽在一個新的場地——中國海南省海口觀瀾湖舉行。
美國在勝利方面明顯領先，截至 2018 年有 24 場胜利。

## 外部連結
- 官方网站